# 죽죽
죽죽(竹竹, ?~642년)은 신라의 지방관이다. 642년 대야성 전투에서 백제군과 싸우다 전사한 충신으로 기록되어 있다.

## 출신
아버지 학열이 지방의 토착지배자인 촌주들에게 주어진 외위를 가지고 있고, 죽죽이 전사한 뒤에 그 처자들이 경주로 옮겨 살게 된 것을 보면, 왕경 6부출신이 아닌 지방의 촌주가계의 출신으로 보인다.

## 생애
죽죽은 신라 대야주 사람으로 대야성 도독이자 김춘추(훗날 태종 무열왕)의 사위인 김품석의 휘하에 있었다.
642년 음력 8월에 백제 장군 윤충이 군사 10000명을 거느리고 신라의 대야성을 공격하여 왔는데, 당시 죽죽은 김품석의 보좌를 하고 있었다. 신라는 백제의 공격을 잘 막아내고 있었으나 예전에 김품석이 검일의 아내를 빼앗아서 검일에게 원한을 샀다.
백제군이 대야성으로 다시 쳐들어오자 검일은 백제군과 내통하여 성안의 창고에 불을 질렀고, 대야성은 큰 혼란에 빠졌다. 이에 김품석은 항복하면 살려 준다는 말을 듣고 항복하였으나 백제의 속임수에 빠진 것을 알고 김품석은 처자를 죽이고 자신도 자결하였다.
그러자 죽죽은 남은 병졸을 모아 성문을 닫고 백제군에 대항하였지만, 결국 대야성은 백제군에게 함락되고 죽죽도 용석과 함께 전사하였다.
대야성이 비록 함락되기는 하였지만 나라를 배반하지 않고 끝까지 저항했던 그의 충성은 신라인들에게 계승되어 결국 신라가 삼국을 통일할 수 있는 원동력으로 승화되었으며, 그는 선덕여왕으로부터 급찬(級飡)의 관등으로 추증되고 그의 처자들은 상을 받으며 왕도에서 살게 되었다.

## 죽죽이 등장하는 작품
- 《삼국기》 (KBS, 1992년~1993년, 배우:선동혁)
- 《대왕의 꿈》 (KBS, 1992년~1993년, 배우:이아청)
- 《한국사기》

## 같이 보기
- 김품석
- 윤충
- 검일